# Lithi chlorat
Lithi chlorate là một hợp chất vô cơ với công thức LiClO3. Giống như tất cả các chlorrat, nó là một chất oxy hóa và có thể trở nên không ổn định, có thể gây nổ nếu trộn với vật liệu hữu cơ, bột kim loại phản ứng hoặc lưu huỳnh.
Nó có thể được sản xuất bằng phản ứng của lithi hydroxide nóng, cô đặc với chlorine:
3Cl2 + 6LiOH → 5LiCl + LiClO3 + 3H2O
Lithi chlorate có độ hòa tan rất cao trong nước. Nó cũng là một chất oxy hóa 6-điện tử. Sự giảm điện hóa của nó được tạo điều kiện bởi acid, chất điện phân và các chất trung gian redox. Những đặc tính này làm cho LiClO3 trở thành chất oxy hóa cho pin lưu lượng mật độ cao. Lithi chlorate có một điểm nóng chảy rất thấp so với một muối ion vô cơ thông thường.